# Low (Lenny Kravitz)
Low is een nummer van de Amerikaanse rockzanger Lenny Kravitz uit 2018. Het is de tweede single van zijn elfde studioalbum Raise Vibration.
Voor dit nummer haalde Kravitz inspiratie uit zijn grote held Michael Jackson. "Low" bevat tevens gastvocalen van Jackson. Het nummer werd een hit in een paar Europese landen, vooral in Frankrijk en IJsland. In Vlaanderen haalde het nummer de 8e positie in de Tipparade. In Nederland wist het nummer geen reguliere hitlijsten te behalen. Wel werd de single verkozen tot NPO Radio 2 TopSong en stond "Low" vervolgens 1 week genoteerd in de Nationale Airplay Top 50.